# Sofía Castro
Sofía Castro (née Angélica Sofía Sáinz Rivera le 30 octobre 1996 à Mexico) est une actrice mexicaine.

## Biographie
Angélica Sofía Sáinz Rivera est fille de l'actrice Angélica Rivera et du producteur de telenovelas José Alberto Castro, est sœur de Fernanda et Regina Sáinz Rivera.

## Télévision

### Telenovelas
- 2003 : Alegrijes y rebujos (Televisa) : Dalia González
- 2010 : Teresa (Televisa) : Lilia
- 2011-2012 : Esperanza del corazón (Televisa) : Eglantina
- 2012 : Cachito de cielo (Televisa) : Sofía Salvatierra
- 2013-2014 : Por siempre mi amor (Televisa) : Dafne Quintana Herrera
- 2016 : El hotel de los secretos (Televisa) : Eugenia Ballesteros
- 2016-2017 : Vino el amor (Televisa) : Fernanda Robles Palacios

### Séries télévisées
- 2008-2009 : Skimo (Nickelodeon) : Wendy
- 2008-2009 : La rosa de Guadalupe (Televisa)
- 2012 : Como dice el dicho (Televisa) : Julia / Pilar